# Diogo Veloso
Diogo Veloso (né vers 1560 mort en 1599) est un explorateur portugais du XVIe siècle.

## Biographie
Diogo Veloso nait à Amarante vers 1560. Il arrive au Cambodge en 1582/1583 et y devient l'ami intime du roi Satha Ier, nommé par les auteurs portugaise et espagnols « Apram Langara » ou « Prauncar Langara » et qui lui accorde sa confiance ainsi qu'une de ses « cousines » comme épouse.  
En 1593 il est rejoint par un mercenaire espagnol Blaz Ruiz. Le 20 juillet 1593 Veloso est envoyé à Manille pour solliciter l'aide militaire des espagnols contre les envahisseurs siamois. Après la prise de sa capitale Satha Ier s'enfuit au Laos alors que Ruiz d'abord capturé s'échappe et rejoint Manille lui aussi le 20 juillet 1594. Dans l'intervalle Diogo Veloso était retourné au Cambodge où il est lui aussi capturé  et envoyé à Ayutthaya où il réussit à persuader le roi Naresuan de l'intérêt d'un accord avec les Espagnols en cas d'une attaque des birmans. Il est renvoyé à Manille où il arrive le 10 juin 1595. Vers le 20 janvier 1596 avec une troupe de 120 hommes sur trois navires Veloso et Ruiz repartent pour le Cambodge. Leur flotte est dispersée par la tempête seul Ruiz atteint Phnom Penh où Velosso le rejoint vers la mi-mars. Ils découvrent alors que le trône est occupé par un usurpateur nommé Preah Ram Ier. 
À la suite d'un conflit avec des marchands chinois le 12 avril, ils sont amenés à tuer l'usurpateur en mai 1596. Après la mort de son père Satha Ier et de son frère aîné  Chey Chettha Ier ainsi que l’élimination  de l’usurpateur Preah Ram Ier; le prince Cau Bana Tan, second fils de Satha Ier  se fait reconnaître roi et est couronné en 1598 sous le nom de Barom Reachea V. Il nomme Diogo Veloso, gouverneur de  Ba phnum (province de Prey Veng) et Blaz Ruiz de  Treang (province de Takev)
Une flotte de renfort espagnol qui avait quitté les Philippines en septembre 1598 avec 200 soldats subit une tempête et s’échoue en Chine près de Canton et elle doit regagner Manille par Macao.
Une frégate et deux navires parviennent à rejoindre les « Quatre Bras » (Chaktomuk) près de l’actuel Phnom Penh en octobre de la même année mais les équipages entrent en conflit avec les Malais implantés dans la région. Le roi dépêche les deux gouverneurs européens avec qui il venait de mettre à fin à une révolte des Chams musulmans pour rétablir l’ordre. Arrivé trop tard pour sauver leurs compatriotes Veloso et Ruiz sont massacrés à leur tour en 1599. Le jeune roi organise une expédition afin de les venger mais il est tué lors du premier engagement avec les rebelles à Pot-Rat avant la fin de 1599.